# Теплопровідність мінералів
Теплопровідність мінералів (рос. теплопроводность минералов, англ. thermoconductivity of minerals, нім. Wärmeleitung f (Wärmeleitfähigkeit f) der Minerale) — швидкість передавання тепла в мінералах, яка залежить від кристалографічного напряму. Поверхня, що характеризує Т.м. кубічної сингонії має вигляд кулі. Поверхня теплопровідності для мінералів середніх сингоній має вигляд еліпсоїда обертання. В мінералах нижчих сингоній поверхня теплопровідності відповідає тривісному еліпсоїду, в якому 3 взаємно перпендикулярні осі не дорівнюють одна одній. 